# تليماخوس

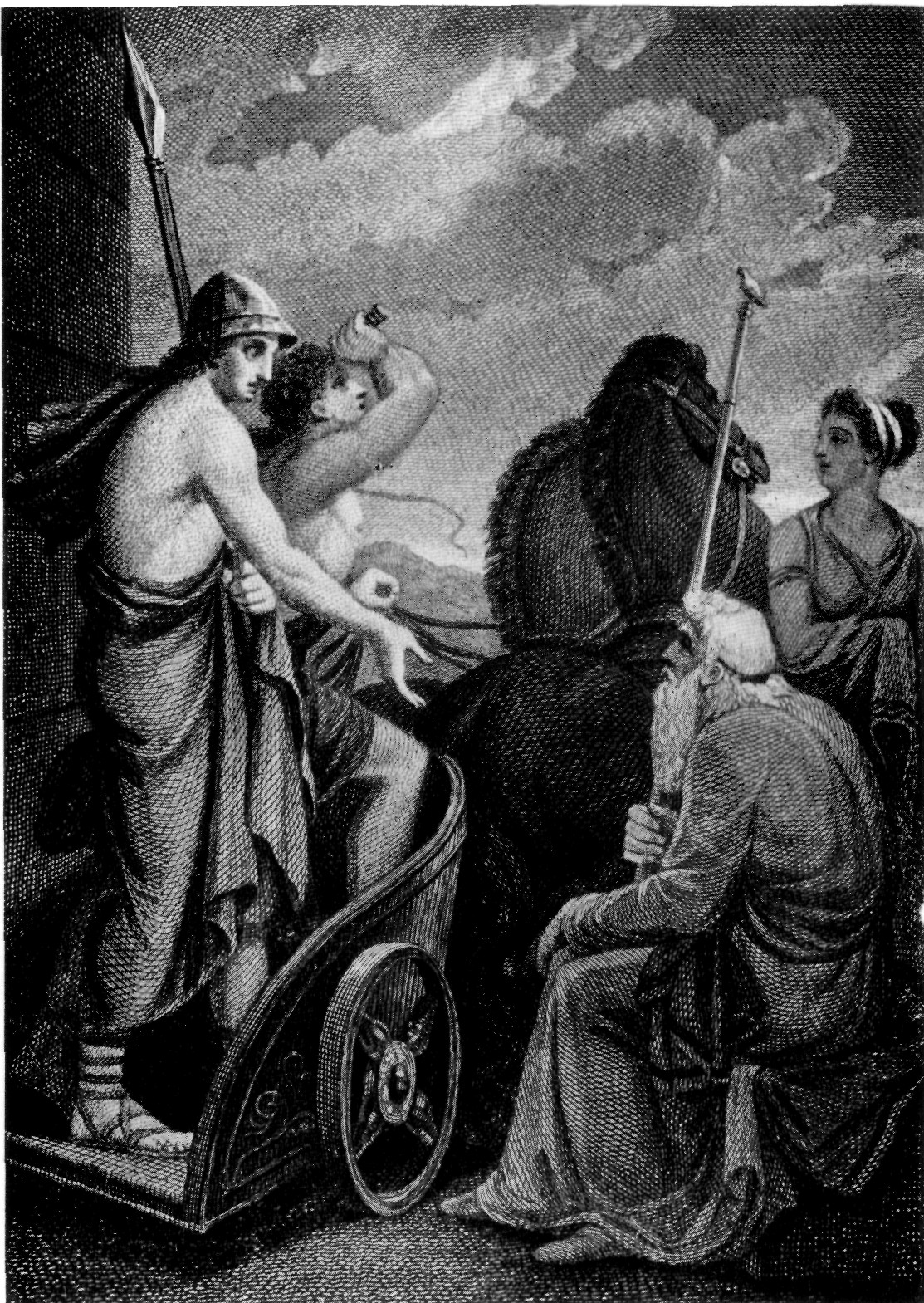
تليماخوس يغادر نستور، رسم للفنان هنري هوارد

تليماخوس أو تليماك (بالإغريقية: Τηλέμαχος، وتعني حرفياً «البعيد عن القتال» لعدم حضوره حرب طروادة)، هو أحد شخصيات أوديسة هوميروس، وهو ابن أوديسيوس وبينيلوبي الوحيد وأحد الشخصيات المحورية في الأوديسة، حيث تدور الكثير من أحداث الكتب الأربعة الأولى حول رحلات تليماخوس بحثاً عن أي أخبار عن والده، الذي كان مغترباً في الحرب، ولذلك تسمى هذه الكتب الأربعة اسماً مشتركاً هو «التليماخة».